# Герцогство Дураццо
Герцогство Дураццо — существовавшее с 1205 по 1213 гг. колония Венецианской республики, контролировавшая город Диррахий и окрестности.

## Предыстория
В конце 11-го и 12-м веках город Диррахий и его регион приобрели большое стратегическое значение для Византийской империи. Город был «ключом от Албании», западной оконечностью Виа Эгнатия и главным пунктом входа для торговли, а также для норманнских вторжений из Италии, и идеально подходил для контроля над действиями славянских правителей западных Балкан.

## Основание и гибель
После разграбления Константинополя участниками Четвертым крестовым походом и распада Византийской империи в 1204 г. Диррахий был готов к захвату. В договоре о разделе Византии Венецианская республика добилась признания своих притязаний на самые западные византийские провинции, которые имели решающее значение с учётом жизненно важных интересов Венеции в Адриатическом море. Однако требование должно было быть быстро реализовано, чтобы другие, и в основном главные соперники венецианцев в лице генуэзцев, не заняли город. В результате летом 1205 г. венецианский флот, везущий к его престолу нового латинского патриарха Константинополя Томаззо Морозини, также атаковал и захватил Диррахий и Корфу.
В Дураццо венецианцы не встретили особого сопротивления, и один из капитанов, Марино Валларессо был назначен губернатором с титулом герцога, что свидетельствует о ценности, которую венецианцы придавали своему новому владению. По той же причине они настаивали на назначении римско-католического архиепископа города самой Венецией, а не папой римским, который заменил предыдущего греческого православного прелата.
Хотя венецианцы также претендовали на Эпир, они не пытались установить там контроль, позволив возникнуть Эпирскому царству Михаила I Комнина Дуки. Власть Дука быстро росла, и вскоре он контролировал весь материк между венецианским герцогством Дураццо и Коринфским заливом. В июне 1210 г. Венеция заключили с Дукой договор, признавав его правителем Эпира, но номинальным вассалом Венеции. Договор был выгоден Дуке, но не означал отказа от его собственных замыслов в отношении Диррахия: в 1213 году его войска захватили город, положили конец венецианскому присутствию и вернули на местный престол греческого православного архиепископа. Вскоре после этого силы Дуки также взяли Корфу, после чего распространили свою власть на Албанию и западную Македонию, захватив владение Круя и продвинувшись к границам Зеты.

## Последствия
В 1216 году венецианцы обратились к новому латинскому императору Пьеру II де Куртене с просьбой помочь им вернуть Дураццо. Его войско высадилось у города в 1217 г., но, хотя он, возможно, ненадолго и занял город, вскоре он был побежден и захвачен сводным братом и преемником Михаила Дуки Феодором. Город вернулся в руки Эпира.
После завоевания Эпиром город перестал быть перевалочным пунктом для торговли, поскольку вместо этого венецианцы перенесли свою торговлю в Дубровник.
Город продолжал переходить из рук в руки в 13 и 14 веках между Эпира, Византией, Неаполем и сербами. Венеция снова завладела городом в 1392 г., который удержала до завоевания Османской империей в 1501 году.